# ドラゴンキューブ
ドラゴンキューブ株式会社は、青森県に本社を置く企業。リサイクルショップの運営を行っている。

## 概要
青森県を中心に、『萬屋（旧・ゲーム倉庫）』をはじめとした店舗を展開している。
最初の店舗を開いたときより、「365日がお祭りの店」を目標に掲げている。
2013年頃に、店舗名が『ゲーム倉庫』から『萬屋』に変更された。
2015年10月から平井博子が社長に就任し、平井茂は会長となった。
2019年10月に平井茂会長が退任。
2021年10月から福井孝栄が社長に就任し、平井博子は会長となった。
2023年10月に平井博子会長が退任。

## 補足
なお、十和田市と五所川原市にある『ゲーム倉庫』は、この『ドラゴンキューブ』とは別の会社である『有限会社A＆S』が経営している（こちらは当社が『萬屋』に改名した後も、引き続き『ゲーム倉庫』として営業している）。

## 店舗
主に、ゲーム・玩具・CD・DVD・漫画本・トレーディングカード・古着・家電品・UFOキャッチャーなどを取り扱っているリサイクルショップを運営している。会社の業務は、主に萬屋各店舗で展開している。
2023年に玩具・トレーディングカード・UFOキャッチャーに特化した「ザ・グレートヨロズヤ」を展開した。

### 店舗一覧
特記以外は青森県青森市に所在している。
- 萬屋（旧ゲーム倉庫）
  - 浜館店 - 青森市浜館
  - 東店　-　青森市矢田前
  - 弘前大清水店 - 青森県弘前市大清水
  - 弘前城東店 - 青森県弘前市高崎
  - 八戸城下店 - 青森県八戸市
  - 三沢店 - 青森県三沢市、スカイプラザ三沢内2F
  - むつ店-青森県むつ市
  - 盛岡店（2024年3月15日に旧ヤマダ電機跡からコジマ×ビックカメラ盛岡店 3Fに移転） - 岩手県盛岡市
  - 紫波店-岩手県紫波郡紫波町
  - 七重浜店 - 北海道北斗市

- ザ・グレートヨロズヤ
  - ザ・グレートヨロズヤ大野店 - (2022年12月リユース倉庫から業態転換し店名を変更した）青森市大野市
  - ザ・グレートヨロズヤ高松店 - 岩手県盛岡市